# New Mexico Rattler
New Mexico Rattler in Cliff's Amusement Park (Albuquerque, New Mexico, USA) ist eine Hybrid-Holzachterbahn, die am 28. September 2002 als letzte Achterbahn des Herstellers Custom Coasters International (CCI) eröffnet wurde.
Während des Baus von New Mexico Rattler wurde der Hersteller CCI zahlungsunfähig, wodurch die Bahn nicht fertig errichtet werden konnte. Die Fertigstellung der Bahn wurde anschließend vom Park selbst durchgeführt.
Die 838,2 m lange Strecke erreicht eine Höhe von 24,4 m und besitzt eine 22,9 m hohe erste Abfahrt von 52°. Außerdem verfügt die Strecke über einen Untergrundtunnel.

## Züge
New Mexico Rattler besitzt einen Zug des Herstellers Philadelphia Toboggan Coasters mit sechs Wagen. In jedem Wagen können vier Personen (zwei Reihen à zwei Personen) Platz nehmen.